# Parisolabis forsteri
Parisolabis forsteri är en tvestjärtart som beskrevs av Hudson 1975. Parisolabis forsteri ingår i släktet Parisolabis och familjen skevtångtvestjärtar. Inga underarter finns listade i Catalogue of Life.